# Nicolás Pizarro
Nicolás Pizarro (né le 29 septembre 1978 à Mexico) est un cavalier mexicain de saut d'obstacles. 
Il représente le Mexique aux Jeux équestres mondiaux de 2010.
Il participe deux épreuves des Jeux olympiques d'été de 2012, à Londres, terminant 9e par équipes et 47e en individuel avec son cheval Crossing Jordan,.